# موسم گل
«موسم گل» تصنیفی مشهور از موسی معروفی است. این تصنیف که در آواز دشتی بر روی شعری از وحید دستگردی ساخته شده‌است برای نخستین بار در سال ۱۳۱۹ با صدای قمرالملوک وزیری اجرا شد.
از میان خوانندگانی که این ترانه را بازخوانی کرده‌اند می‌توان پوران (تنظیم جواد معروفی و اجرای ارکستر گل‌ها، برنامهٔ گل‌ها شماره ۴۲۳)، هنگامه اخوان (تنظیم محمدرضا لطفی و تنبک بیژن کامکار چاووش ۵) و ایرج بسطامی (با تنظیم محمدرضا درویشی، آلبوم موسم گل) را نام برد.